# Преградна съгласна
Преградни съгласни е събирателно име за звуковете, които се произвеждат чрез образуването на преграда в говорния апарат с помощта на езика, устните или други органи. Събраният зад преградата въздух след това се изпуска изведнъж, което произвежда звука.
Преградните звукове със собствен знак в международната фонетична азбука са следните:
- /p/ беззвучна двубърнена преградна съгласна
- /b/ звучна двубърнена преградна съгласна
- [t] беззвучна венечна съгласна
- [d] звучна венечна съгласна
- [ʈ] беззвучна ретрофлексна съгласна
- [ɖ] звучна ретрофлексна съгласна
- [c] беззвучна небна съгласна
- [ɟ] звучна небна преградна съгласна
- [k] беззвучна заднонебна съгласна
- [g] звучна заднонебна съгласна
- [q] беззвучна мъжечна съгласна
- [ɢ] звучна мъжечна проходна съгласна
- [ʡ] надгръклянникова съгласна
- [ʔ] гръклянова съгласна

Повечето звукове са в опозиция звучен и беззвучен, освен последните два, които нямат звучни варианти, защото се артикулират в непосредствена близост до гласните струни и озвучаването им е невъзможно. При артикулацията на почти всички преградни съгласни (освен [ɢ], [ʡ] и [ʔ]) може да се появи и придихание. В повечето езици фонемите на преградните съгласни се групират по критерия звучност-беззвучност (например български, френски, английски), а в други наличието или отсъствието на придихание има смисловоразличителна функция (напр. в датския и исландския език няма звучни преградни съгласни и опозицията е придихателна-непридихателна).
Някои езици (арменски, тайски език) имат по три реда преградни съгласни (в опозиция беззвучни непридихателни-беззвучни придихателни-звучни непридихателни), като всички те имат смислоразличителна функция. В английския и шведския например смислоразличителна роля играе звучността, но беззвучни придихателни преградни съгласни съществуват като алофони на съответните беззвучни фонеми. Някои езици в Индия имат всички четири реда преградни съгласни, като всички имат смислоразличителна функция. Придихателните звучни преградни съгласни са най-малко разпространени в различните езици по света. В езиците, които имат само един ред преградни съгласни, те винаги са беззвучни. Обяснението за това е, че артикулацията на беззвучните преградни съгласни по принцип е по-лесна от тази на звучните. Това е така, защото звучността се проявява единствено в самото начало и в самия край на звукоучленението на преградните съгласни (докато въздухът е в застой зад преградата в устната кухина, няма въздушен поток през гласните струни и по тази причина не може да се произведе тон).
Опозицията звучност-беззвучност по принцип е условна и абстрактна и много често преградните съгласни се определят като силни (fortis) и слаби (lenis), което е измерение на напрегнатостта на говорния апарат по време на артикулацията. Беззвучните преградни съгласни по принцип са силни, а звучните – слаби. В езиците, в които няма опозиция по звучност, обикновено двойките съгласни са в опозиция силни – слаби, като придихателните са силни, а непридихателните – слаби. Тези процеси са и тясно свързани и с т.нар. период на озвучаване (англ. voice onset time, VOT).

## Преградни съгласни в българския език
В българския език съществуват двубърнени, венечни и заднонебни преградни съгласни в противовес звучни—беззвучни. Фонемите на заднонебните преградни съгласни имат и своите небни алофони (пред предни гласни).